# (1569) Evita
(1569) Evita es un asteroide perteneciente al cinturón de asteroides descubierto por Miguel Itzigsohn desde el Observatorio Astronómico de La Plata, Argentina, el 3 de agosto de 1948.

## Designación y nombre
Evita se designó al principio como 1948 PA.
Posteriormente fue nombrado en honor de la política argentina Eva Perón.

## Características orbitales
Evita orbita a una distancia media del Sol de 3,147 ua, pudiendo acercarse hasta 2,727 ua. Su excentricidad es 0,1335 y la inclinación orbital 12,27°. Emplea 2039 días en completar una órbita alrededor del Sol.